# Viento (canción)
«Viento» es una canción escrito por Saúl Hernández y publicado por la banda de rock alternativo Caifanes. Fue lanzada en 1988, en el álbum Caifanes, como el track No. 5 y como el segundo sencillo del álbum.

## Lista de canciones
Vinyl promocional de 12 pulgadas, 45 RPM. Costa Rica
| N.º | Título   | Duración |  |
| 1.  | «Viento» | 4:40     |  |

## Legado
Es considerada por los fanes como una de las más grandes canciones de Caifanes junto con «Afuera», «La célula que explota» y «La negra Tomasa». Esta canción se le acredita a Saúl Hernández como principal compositor.
Por la instrumentación y los riffs de guitarra de dicha canción, para muchos, deja la nostalgia del rock mexicano de los 90's al escucharse.

## Video
El video, es muy representativo de los años 90, por todas sus tomas que reflejan la cultura mexicana, y entre esas escenas se observan tomas de Caifanes en concierto, el video muestra a Caifanes y todo su público, dejando ver de esta manera su gran popularidad y la euforia que causaban a sus fanes en los conciertos, desde subirse al escenario a cantar junto con Saúl Hernández hasta correr y brincar en medio del concierto multitudes de personas.

## Listas y nominaciones
| Año  | Publicación          | País          | Lista                                               | Puesto |
| ---- | -------------------- | ------------- | --------------------------------------------------- | ------ |
| 2006 | Alborde              | EUA           | 500 canciones del Rock Iberoamericano               | 39     |
| 2009 | Rock en las Américas | Latinoamérica | Las 120 mejores canciones del rock hispanoamericano | 75     |